# تپه تپهی (سفید)
تپه تپهی (سفید) مربوط به دوران پیش از تاریخ ایران باستان تا دوران‌های تاریخی پس از اسلام است و در شهرستان تویسرکان، بخش قلقل رود، روستای سه گابی واقع شده و این اثر در تاریخ ۲۴ اسفند ۱۳۸۳ با شمارهٔ ثبت ۱۱۴۱۰ به‌عنوان یکی از آثار ملی ایران به ثبت رسیده است.